# Dekohärenz
Dekohärenz ist der Schlüsselbegriff bei der quantenmechanischen Erklärung, warum an den Objekten des Alltags und der klassischen Physik diejenigen Phänomene nicht beobachtet werden, die für die Quantenphysik grundlegend und typisch sind, jedoch mit der Anschauung schwer zu vereinbaren scheinen. Dazu gehört unter anderem der Welle-Teilchen-Dualismus (siehe z. B. konstruktive und destruktive Interferenz im Doppelspaltversuch), die gegenseitige Beeinflussung zweier weit voneinander entfernter Objekte ohne jede physikalische Wechselwirkung zwischen ihnen (siehe Quantenverschränkung), sowie die kohärente Superposition verschiedener Zustände desselben Objekts (siehe z. B. Schrödingers Katze).
Die quantenmechanische Erklärung dieser Phänomene beruht darauf, dass die mathematischen Größen, mit denen Zustände beschrieben werden (siehe  Wellenfunktion, Zustandsvektor), kohärent superponiert werden können. Das heißt, sie können mit komplexen Zahlen, den Amplituden, multipliziert und dann addiert werden. Die kohärente Superposition beschreibt einen neuen Zustand, in dem das Objekt gleichzeitig mit gewisser Wahrscheinlichkeit in jedem der zur Überlagerung gebrachten Zustände ist, in dem es darüber hinaus aber auch neue Eigenschaften aufweisen kann (z. B. Interferenzmuster, Korrelationen zwischen gleichzeitigen Beobachtungen an weit entfernten  Teilchen). Diese hängen davon ab, ob und welche festen Beziehungen zwischen den komplexen Phasenfaktoren der einzelnen Amplituden existieren. Dekohärenz bedeutet das Verschwinden fester Phasenbeziehungen. Dies tritt bei makroskopischen Objekten der klassischen Physik in normaler Umgebung in unbeobachtbar kurzer Zeit ein, weil die Phasenbeziehungen aufgrund von unmerklichen, unkontrollierbaren und unvermeidlichen Wechselwirkungen mit der Umgebung (z. B. Austausch von thermischer Strahlung, Stöße von Luftmolekülen etc.) ungeordnet variieren. Dies macht die Beobachtung der typisch quantenmechanischen Phänomene unmöglich und lässt damit das der direkten Anschauung zugängliche klassische Verhalten hervortreten.
Das Dekohärenzkonzept wurde 1970 von Dieter Zeh vorgeschlagen und zusammen mit ihm von E. Joos, W.H. Zurek und anderen ausgearbeitet. Es überwindet die in der Kopenhagener Deutung der Quantenmechanik geforderte prinzipielle Trennung zwischen den Gültigkeitsbereichen von klassischer und Quantenphysik und ist heute bei vielen gängigen Interpretationen der Quantenmechanik ein wichtiges Hilfsmittel zur Klärung der Frage, wie die klassischen Phänomene makroskopischer Objekte quantenmechanisch gedeutet werden können.

## Grundlegende Konzepte

### Problemstellung
Falls die Quantenmechanik eine fundamentale Theorie darstellt, muss – da die Gesetze der Quantenmechanik grundsätzlich unabhängig von der Größe des betrachteten Systems formuliert sind – der Übergang der physikalischen Eigenschaften mikroskopischer Systeme zu den Eigenschaften makroskopischer Systeme quantenmechanisch beschreibbar sein. Quantenphänomene wie das Doppelspaltexperiment werfen jedoch die Frage auf, wie das „klassische“ Verhalten makroskopischer Systeme im Rahmen der Quantenmechanik erklärt werden kann. Insbesondere ist es keineswegs unmittelbar ersichtlich, welche physikalische Bedeutung einem quantenmechanischen Superpositionszustand bei Anwendung auf ein makroskopisches System zukommen soll. Ein berühmtes Beispiel für die dabei erscheinenden Paradoxien ist das Gedankenexperiment „Schrödingers Katze“.
Albert Einstein stellte 1954 in seiner Korrespondenz mit Max Born die Frage, wie sich im Rahmen der Quantenmechanik die Lokalisierung makroskopischer Gegenstände erklären lässt. Dabei wies er darauf hin, dass die „Kleinheit“ quantenmechanischer Effekte bei makroskopischen Massen zur Erklärung nicht ausreicht:
„{\displaystyle \psi _{1}} und {\displaystyle \psi _{2}} seien zwei Lösungen derselben Schrödingergleichung. Dann ist {\displaystyle \psi =\psi _{1}+\psi _{2}} ebenfalls eine Lösung der Schrödingergleichung mit gleichem Anspruch darauf, einen möglichen Realzustand zu beschreiben. Wenn das System ein Makro-System ist, und wenn {\displaystyle \psi _{1}} und {\displaystyle \psi _{2}} „eng“ sind in Bezug auf die Makro-Koordinaten, so ist dies in der weitaus überwiegenden Zahl der möglichen Fälle für {\displaystyle \psi } nicht mehr der Fall. Enge bezüglich der Makro-Koordinaten ist eine Forderung, die nicht nur unabhängig ist von den Prinzipien der Quantenmechanik, sondern auch unvereinbar mit diesen Prinzipien.“

### Einfluss der Umgebung
Erst ab ca. 1970 (Arbeiten von Dieter Zeh) setzte sich – ausgehend von theoretischen und experimentellen Untersuchungen des Messprozesses – allmählich die Erkenntnis durch, dass die o. g. Überlegungen und Gedankenexperimente zu makroskopischen Zuständen insofern unrealistisch sind, als sie deren unvermeidliche Wechselwirkungen mit der Umgebung ignorieren. So stellte sich heraus, dass Superpositionseffekte wie die oben erläuterte Interferenz am Doppelspalt äußerst empfindlich auf jeglichen Einfluss aus der Umgebung reagieren: Stöße mit Gasmolekülen oder Photonen, aber auch die Aussendung oder Absorption von Strahlung beeinträchtigen oder zerstören die feste Phasenbeziehung zwischen den beteiligten Einzelzuständen {\displaystyle |\phi _{n}^{\text{System}}\rangle } des betrachteten Systems, die für das Auftreten von Interferenzeffekten entscheidend ist.
In der Terminologie der Quantenmechanik lässt sich dieses als Dekohärenz bezeichnete Phänomen auf die Wechselwirkung zwischen den Systemzuständen und den Streuteilchen zurückführen. Diese kann durch eine Verschränkung der Einzelzustände {\displaystyle |\phi _{n}^{\text{System}}\rangle } mit den Zuständen {\displaystyle |\phi _{m}^{\text{Streuteilchen}}\rangle } der Umgebung beschrieben werden. Als Folge dieser Wechselwirkung bleiben die Phasenbeziehungen zwischen den beteiligten Zuständen nur bei Betrachtung des Gesamtsystems (System + Umgebung) wohldefiniert. Bei isolierter Betrachtung der Systemzustände {\displaystyle |\phi _{n}^{\text{System}}\rangle } ergeben sich dagegen rein statistische, d. h. „klassische“ Verteilungen dieser Zustände.

### Typische Dekohärenzzeiten
| Dekohärenzzeiten in Sekunden                 | Dekohärenzzeiten in Sekunden | Dekohärenzzeiten in Sekunden | Dekohärenzzeiten in Sekunden |
| Umgebungseinfluss                            | Freies Elektron              | Staubteilchen 10 µm          | Bowlingkugel                 |
| -------------------------------------------- | ---------------------------- | ---------------------------- | ---------------------------- |
| 300 K, Normaldruck                           | 10−12                        | 10−18                        | 10−26                        |
| 300 K, Ultrahochvakuum (Labor)               | 10                           | 10−4                         | 10−12                        |
| mit Sonnenlicht (auf der Erde)               | 10−9                         | 10−10                        | 10−18                        |
| mit Wärmestrahlung (300 K)                   | 10−7                         | 10−12                        | 10−20                        |
| mit Kosmischer Hintergrundstrahlung (2,73 K) | 10−9                         | 10−7                         | 10−18                        |

Eine Vorstellung von der Effizienz dieses Phänomens gibt die obige Tabelle, in der typische Größenordnungen der Dekohärenzzeiten (d. h. der Zeitspannen, innerhalb derer die Kohärenz verloren geht) für verschiedene Objekte und Umgebungseinflüsse aufgeführt sind. Offensichtlich zerfallen die Überlagerungszustände makroskopischer Objekte durch den praktisch nicht vermeidbaren Einfluss der Umgebung innerhalb kürzester Zeit in ein klassisches Ensemble unkorrelierter Einzelzustände (bereits das 10 µm-Staubteilchen muss in diesem Sinne als makroskopisch bezeichnet werden).

### Superselektion bei Messungen
Bei den obigen Ausführungen wurde implizit angenommen, dass makroskopische Systeme spätestens nach Ablauf der Dekohärenzprozesse Zustände einnehmen, welche die vertrauten „klassischen“ Eigenschaften aufweisen und gleichzeitig als Basiszustände den quantenmechanischen Zustandsraum aufspannen. Jedoch ist nicht unmittelbar klar, welche der vielen denkbaren Basissysteme die bevorzugte Basis makroskopischer Systeme darstellen. Warum scheinen z. B. bei makroskopischen Systemen in der Regel lokalisierte Ortszustände eine bevorzugte Rolle zu spielen, während mikroskopische Systeme häufig in delokalisierten Zuständen (z. B. in Energie-Eigenzuständen) vorgefunden werden?
Auch diese Fragestellung kann auf den Einfluss der Umgebung auf das betrachtete System zurückgeführt werden. Demnach definiert nur eine „robuste“ Basis, die nicht unmittelbar durch Dekohärenz-Mechanismen zerstört wird, die tatsächlich realisierbaren Observablen (verschiedene konkrete Beispiele inkl. einer Begründung des bevorzugten Auftretens räumlich lokalisierter Zustände finden sich z. B. bei Erich Joos und Maximilian Schlosshauer). Diese Bevorzugung bestimmter makroskopischer Zustände wird als Superselektion oder einselection (für environmentally-induced superselection) bezeichnet.

## Dekohärenz und Messproblem
In der Literatur findet sich häufig die Aussage, Dekohärenz und Superselektion stellten eine Lösung für das Problem der quantenmechanischen Messung dar, eine der grundlegenden ungeklärten Fragen der Quantenmechanik. Diese Aussage ist jedoch sehr umstritten.
Wenn davon die Rede ist, dass die Dekohärenz „klassische“ Eigenschaften hervorruft, dann bedeutet dies, dass das Quantensystem annähernd (for all practical purposes) keine Interferenz und keine Zustände mit kohärenter Überlagerung mehr zeigt. Messungen an dekohärenten Systemen zeigen eine klassische statistische Verteilung der Messwerte.
Die Dekohärenztheorie kann jedoch nicht erklären, wie das konkrete Ergebnis einer einzelnen Messung aus der Wahrscheinlichkeitsverteilung aller möglichen Ergebnisse ausgewählt wird. Vielmehr macht sie statistische Aussagen über Ensembles aus mehreren gleichartigen Messvorgängen. Um zu erklären, warum bei einer Einzelmessung überhaupt nur ein einzelnes, bestimmtes Ergebnis entsteht, ist nach wie vor eine weitergehende Interpretation nötig, wie sie zum Beispiel beim Kollaps der Wellenfunktion der Kopenhagener Deutung der Quantentheorie oder im Rahmen der Viele-Welten-Interpretation versucht wird. Dabei können auch diese nur erklären, dass nur ein Ergebnis entsteht, nicht aber, wie es ausgewählt wird. Auch die Dynamischer-Kollaps-Theorien sind gut mit der Dekohärenztheorie vereinbar, können aber die konkrete Auswahl im Einzelfall nicht weiter erklären.